# Xã Richland, Quận Jasper, Iowa
Xã Richland (tiếng Anh: Richland Township) là một xã thuộc quận Jasper, tiểu bang Iowa, Hoa Kỳ. Năm 2010, dân số của xã này là 360 người.